# Orión (nave espacial)

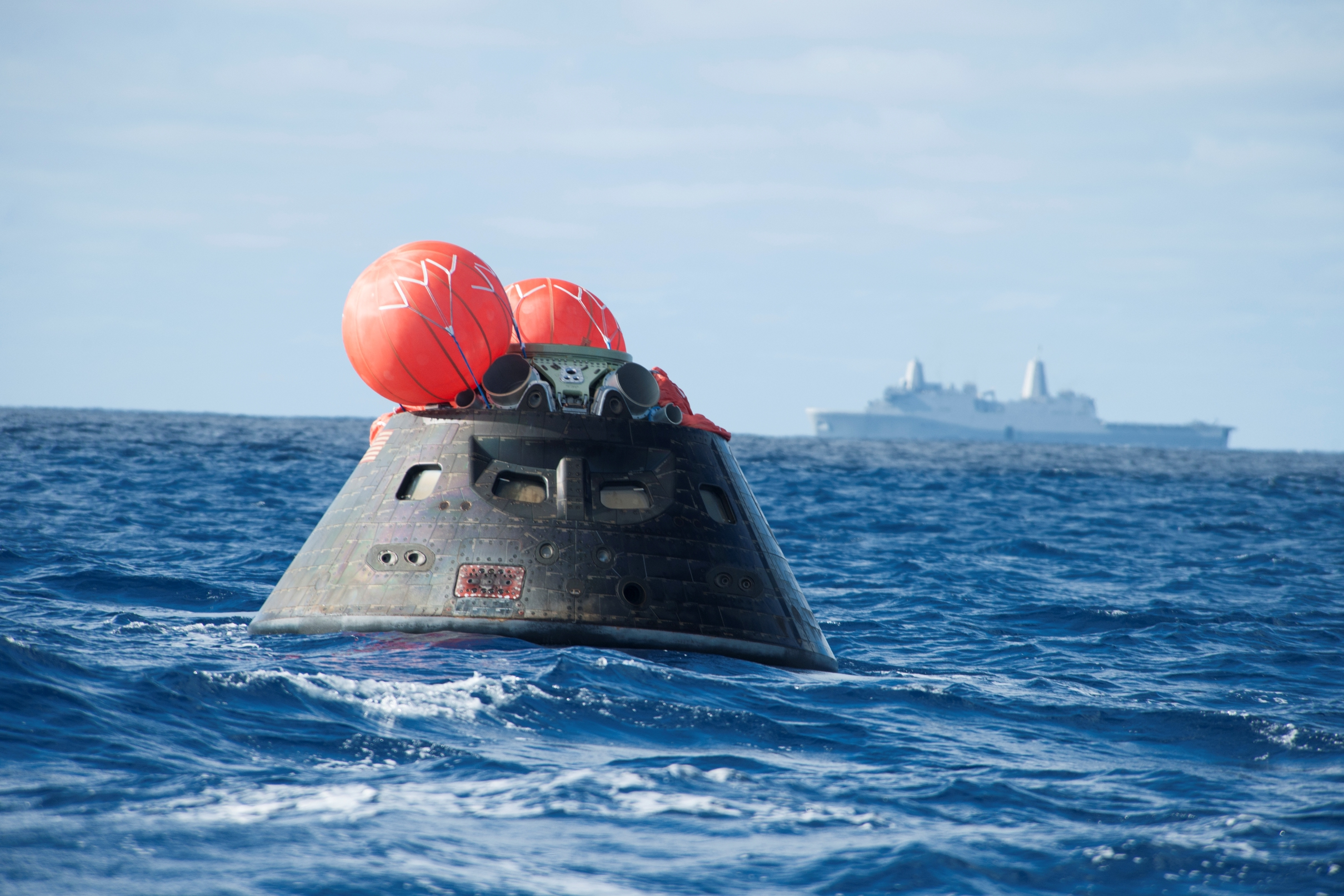
La nave Orión en el océano Pacífico tras volver a la Tierra. En el momento de la fotografía, en diciembre de 2014, iba a ser rescatada por la NASA, la Armada de los Estados Unidos y Lockheed Martin, principal contratista privado.

Orión (oficialmente Orion Multi-Purpose Crew Vehicle u Orion MPCV) es una nave espacial tripulada parcialmente reutilizable utilizada en el programa Artemis de la NASA. La nave espacial consta de una cápsula espacial Crew Module (CM) diseñada por Lockheed Martin y el Módulo de Servicio Orión (ESM) fabricado por Airbus Defence and Space. Capaz de soportar una tripulación de hasta seis astronautas más allá de la órbita terrestre baja, Orión puede durar hasta 21 días sin acoplar y hasta seis meses acoplado. Está equipado con paneles solares, un sistema de acoplamiento automatizado e interfaces de cabina de cristal modeladas a partir de las utilizadas en el Boeing 787 Dreamliner. Un solo motor AJ10 proporciona la propulsión principal de la nave espacial, mientras que ocho motores R-4D-11 y seis módulos de motores de sistema de control de reacción personalizados desarrollados por Airbus proporcionan la propulsión secundaria de la nave espacial. Aunque es compatible con otros vehículos de lanzamiento, Orion está diseñado principalmente para lanzarse encima de un cohete del sistema de lanzamiento espacial (SLS), con un sistema de escape para el lanzamiento de torre.
Orion fue concebido originalmente a principios de la década de 2000 por Lockheed Martin como una propuesta para el vehículo de exploración tripulado (CEV) para ser utilizado en el programa Constelación de la NASA. La propuesta de Lockheed Martin derrotó una propuesta competidora de Northrop Grumman y fue seleccionada por la NASA en 2006 para ser el CEV. Originalmente diseñada con un módulo de servicio con un nuevo "Orion Main Engine" y un par de paneles solares circulares, la nave espacial se iba a lanzar sobre el cohete Ares I. Tras la cancelación del programa Constelación en 2010, Orion fue rediseñado en gran medida para su uso en la iniciativa Journey to Mars de la NASA; más tarde llamado Luna a Marte. El SLS reemplazó al Ares I como el principal vehículo de lanzamiento de Orion, y el módulo de servicio fue reemplazado por un diseño basado en el Vehículo de Transferencia Automatizado de la Agencia Espacial Europea. En 2014 se lanzó una versión de desarrollo del CM de Orion durante la Exploration Flight Test-1, mientras que se han producido al menos cuatro artículos de prueba. Orion fue diseñado principalmente por Lockheed Martin Space Systems en Littleton, Colorado. A partir de 2022, se están construyendo tres naves espaciales Orion aptas para volar, una completada y otra adicional encargada, para su uso en el programa Artemis de la NASA.
La primera unidad completa, CM-002, se lanzó el 16 de noviembre de 2022 en Artemis 1.

## Origen
La propuesta para crear la nave Orión es una reacción parcial al accidente del transbordador Columbia, los hallazgos posteriores y el informe de la Comisión de Investigación del Accidente del Columbia (CAIB), y la revisión de la Casa Blanca del programa espacial estadounidense. La nave Orión reemplazó de forma efectiva el concepto del Orbital Space Plane (OSP), que se propuso tras el fracaso del programa del Lockheed Martin X-33 para crear un reemplazo del transbordador espacial.
El 14 de enero de 2004, el presidente George W. Bush anunció la nave Orión, entonces conocida como CEV, como parte del programa Vision for Space Exploration:

Nuestra segunda meta es desarrollar y probar una nueva nave espacial, el Vehículo Tripulado de Exploración, hacia 2008, y realizar la primera misión tripulada no más tarde de 2014. El Vehículo Tripulado de Exploración será capaz de transportar astronautas y científicos a la Estación Espacial tras la retirada del Transbordador. Pero el propósito principal de esta nave espacial será llevar astronautas más allá de nuestra órbita a otros mundos. Esta será la primera nave espacial de este tipo desde el módulo de mando del Apolo.

## Diseño

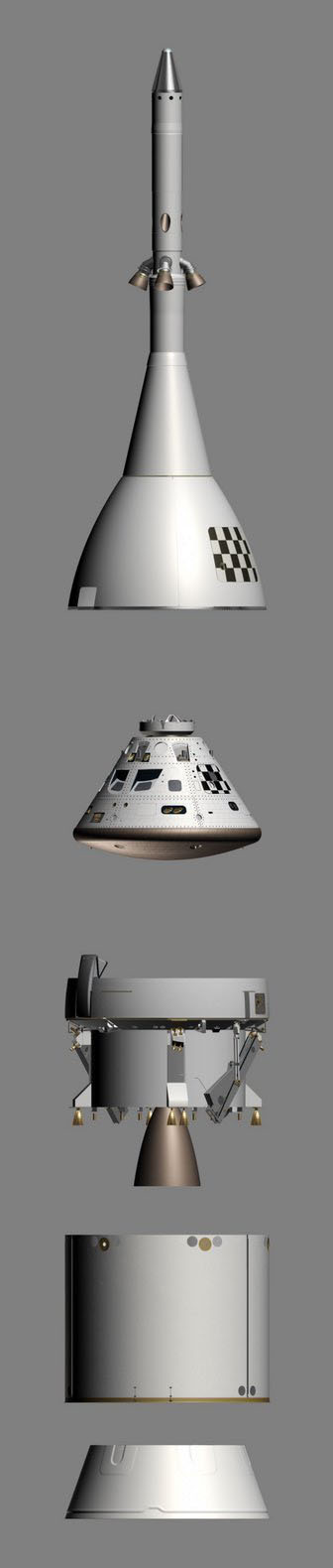
Diseño de la nave Orión.

El módulo de tripulación y servicio (Orion Crew & Service Module o CSM) está compuesto de dos partes principales: el módulo de tripulación (CM), de forma cónica, y el módulo de servicio (SM), de forma cilíndrica, que contiene el sistema de propulsión de la nave y los suministros prescindibles. Ambos módulos están basados en el Módulo de Mando y Servicio de Apolo utilizados entre 1967 y 1975. Sin embargo, incluyen soluciones y avances tecnológicos derivados del programa del transbordador espacial para reducir posibles complicaciones.

### Módulo de tripulación
El módulo de tripulación (CM) tiene una forma de cono de 70° similar al módulo de mando del Apollo. El módulo de tripulación puede llevar a entre cuatro y seis tripulantes, a diferencia del módulo de mando que solo tenía espacio para tres personas. Aunque es estéticamente similar al módulo del Apollo, el módulo de tripulación de la Orión dispone de tecnología más moderna como:
- Sistemas de control digital Glass cockpit, basados en los del Boeing 787, con previsiones para el control manual del vehículo en una emergencia o fase crítica (como el acoplamiento con la Estación Espacial Internacional o la combinación entre el LSAM y la EDS).[8]
- Un sistema de recogida y gestión de residuos, utilizando un urinario y baño similares a los utilizados en la Soyuz o la Estación Espacial Internacional en lugar de las bolsas de plástico utilizadas en el proyecto Apollo.
- Una atmósfera compuesta de nitrógeno/oxígeno (N2/O2) a presión del nivel del mar (101,3 kPa) o una presión ligeramente reducida (entre 55,2 y 70,3 kPa).

Una característica importante que tendrá el módulo de tripulación es un nuevo sistema, utilizando una combinación de paracaídas y retrocohetes o bolsas de aire, para la recuperación de la cápsula. Esto permite un aterrizaje en tierra, al igual que los módulos de descenso de la Soyuz rusa y la Shenzhou china, y elimina los costes de tener que utilizar una flota de barcos como en los vuelos del Proyecto Mercury, Gemini y Apollo. El CM aún mantiene la capacidad de amerizaje, pero limitada a los casos de suspensión en vuelo en los que el sistema de suspensión de lanzamiento se debe utilizar para alejar la cápsula del cohete Ares I, en caso de una emergencia como la del Gemini 8 si los impulsores de reentrada son activados. En caso de un fallo en el lanzamiento, la NASA utilizaría los barcos Freedom Star o Liberty Star conjuntamente con el personal de los Guardacostas de los Estados Unidos para recuperar la cápsula, mientras que en un amerizaje de emergencia tras el lanzamiento necesitaría el cumplimiento del Tratado del espacio exterior firmado en 1967.
Otra característica será la reutilización parcial del módulo de tripulación, que será capaz de ser usado hasta en un total de diez vuelos, permitiendo a la NASA construir una flota de módulos de tripulación tanto tripulados como sin tripulación. Tanto el módulo de tripulación como el de servicio serán fabricados en una aleación de aluminio/litio similar al revestimiento del transbordador espacial, pero que serán menos pesados que sus predecesores. El CM está cubierto por un manto de material de protección térmica nomex similar al utilizado en las partes no críticas del transbordador, mientras que el Sistema de Protección Térmica (TPS) será un derivado del escudo de calor PICA (Phenolic Impregnated Carbon Ablator), desarrollado para la misión de regreso del Stardust. Los paracaídas también se podrán reutilizar y estarán basados en los mismos paracaídas utilizados en las naves Apollo y los propulsores de combustible sólido (SRB) del transbordador espacial.
Para que la nave espacial Orión pueda servir en la Estación Espacial Internacional, además de unirse a otros vehículos del programa Constelación, utilizará el Sistema de Acoplamiento de Bajo Impacto (LIDS), una versión diferente y simplificada del anillo de acoplamiento APAS de diseño ruso utilizado por los transbordadores espaciales y que está basado en el sistema utilizado en el proyecto Apollo-Soyuz de 1975. A diferencia de las naves Gemini, Apollo y el transbordador espacial, que necesitaba un piloto para realizar la maniobra de acoplamiento, la Orión podrá acoplarse de forma automática, aunque como medida de seguridad el piloto puede tomar el mando y realizar la maniobra en caso de necesidad.
Se planea que el módulo de tripulación de la Orión tenga un diámetro de unos 5 metros con una masa de 25 toneladas. Será fabricado por Lockheed Martin Corporation. Tendrá dos veces y media más volumen que la cápsula Apollo y albergará a entre cuatro y seis astronautas.

### Módulo de servicio

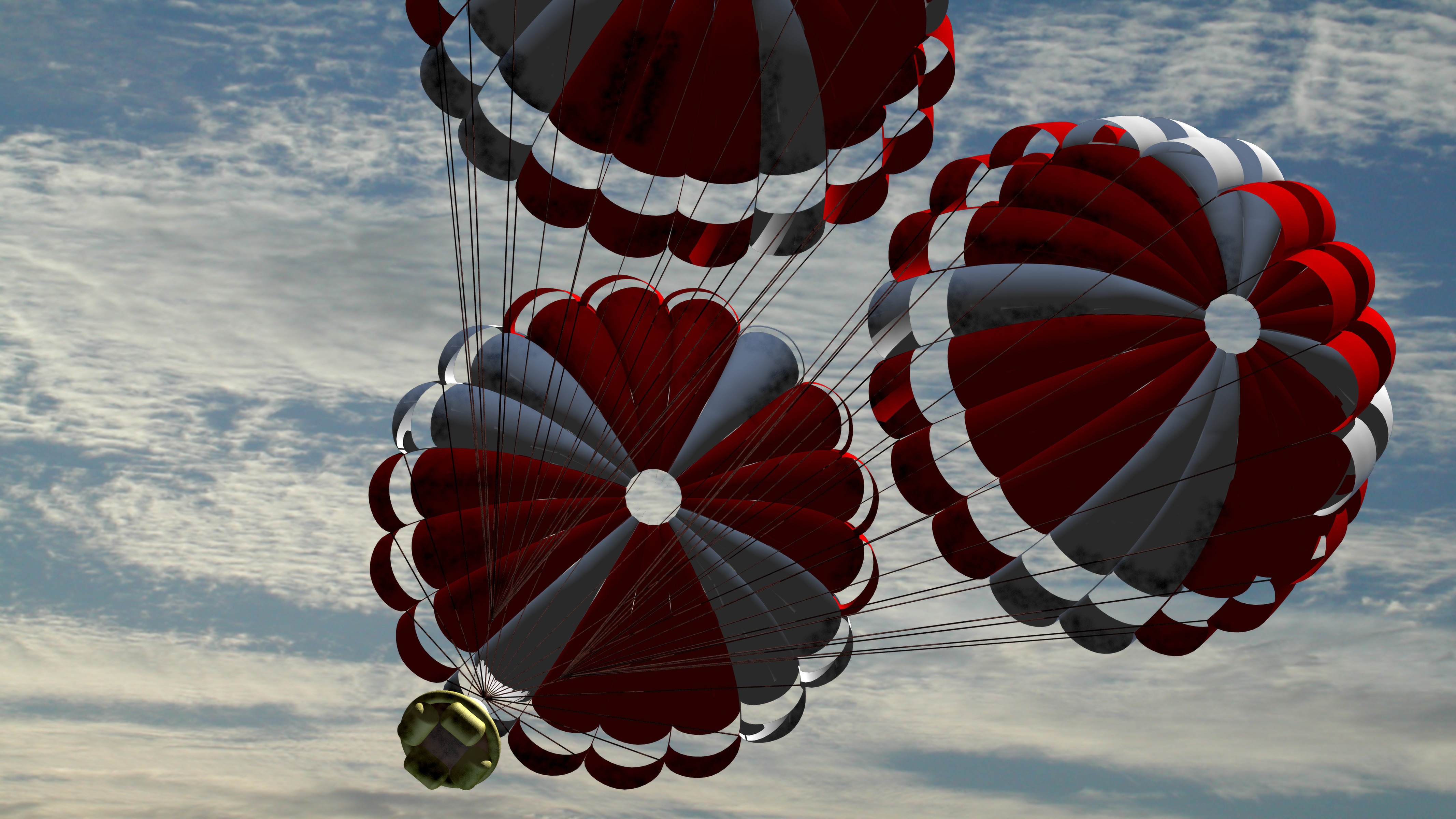
Descenso de la Orión.

Como su antecesor en el Apollo, el módulo de servicio (SM) de la nave Orión tendrá una forma cilíndrica, pero será más grande, más corto y más ligero. Como el módulo de tripulación, estará fabricado con una aleación de aluminio-litio y llevará dos paneles solares en forma circular o rectangular desplegables, aunque el diseño final aún no se ha realizado, eliminando la necesidad de llevar combustible para su operación.
El sistema de propulsión principal será el motor de la etapa superior de un cohete Delta II, utilizando propelentes hipergólicos (tetróxido de dinitrógeno y monometilhidracina) a partir de tanques esféricos presurizados con helio. El sistema de control de reacción del módulo (RCS) también utilizará los mismos propelentes. La NASA cree que el sistema RCS serviría como seguro para una inserción hacia la Tierra (TEI) en caso de que el motor principal falle.
El SM dispondrá de dos tanques de oxígeno líquido (LOX) y uno de nitrógeno líquido (LN2) que proporcionará el aire respirable a la tripulación durante la mayor parte de la misión, mientras que otro tanque localizado en el módulo de tripulación proporcionará las 2 o 4 horas (dependiendo de la cantidad de personas) de aire respirable tras la separación del módulo de servicio. Cartuchos de hidróxido de litio (LiOH) reciclarán el sistema ambiental de la nave, retirando el dióxido de carbono exhalado por los astronautas del aire de la nave para sustituirlo por oxígeno y nitrógeno en un circuito cerrado. Debido a la eliminación de las células de combustible y los tanques de LH2, se transportará un depósito de grandes dimensiones con agua para los astronautas y, mezclado con glicol para refrigerar los sistemas electrónicos.
El módulo de servicio también llevará un sistema de reciclaje del calor y paneles solares. Estos paneles, junto con las baterías de reserva localizadas en el módulo de tripulación, proporcionará un total de 28 V (de corriente continua) para los sistemas de la nave.

### Revisiones de julio de 2006
A finales de julio de 2006, la revisión del segundo diseño de la NASA dio como resultado cambios importantes en el diseño de la nave. En un principio, la NASA quería utilizar metano líquido (CH4) como combustible para el módulo de servicio, ya que podía ser extraído de la Luna, Marte y otros lugares ricos en metano, pero debido al poco avance de la tecnología de motores propulsados con oxígeno/metano y la necesidad de lanzar la Orión en 2012, se ordenó cambiar a propelentes hipergólicos a finales de julio de 2006. Este cambio permitirá a la NASA tener el Ares I junto con la Orión no más tarde de 2011 y eliminar los posibles retrasos en la retirada del transbordador espacial en 2010 y realizar el primer vuelo tripulado con la Orión en 2012.

### Revisión del contrato de abril de 2007
El 20 de abril de 2007, la NASA y Lockheed Martin firmaron una modificación en el contrato de la Orión. El contrato actualizado añade dos años más para la fase de diseño del proyecto, dos vuelos de prueba del sistema de escape de emergencia y elimina la fase inicial para el diseño de un transporte presurizado para la Estación Espacial Internacional.

### Actualización del diseño de mayo de 2007
Un artículo de Aerospace Daily & Defense Report señala que en la última revisión del diseño, denominada configuración 606 por Lockheed Martin, el módulo de servicio tendrá paneles exteriores que serán eyectados poco después del inicio de la segunda etapa del cohete Ares I. Esta configuración ahorrará 450 kg (1000 libras) de masa en comparación con la configuración 605 anterior.

## Críticas
La Fundación de la Frontera del Espacio (Space Frontier Foundation) ha afirmado que los 3.900 millones de dólares de la fase inicial del contrato por la nave Orión duplica la funcionalidad del programa de la NASA Commercial Orbital Transportation Services (COTS) de 500 millones de dólares. Además, el contrato de la NASA con Lockheed Martin es un contrato de beneficio, un método que ha sido criticado por ser propenso a exceder presupuestos y provocar retrasos, mientras que los contratistas del programa COTS solo reciben pagos en los éxitos.

## Estudio para la Exploración de Sistemas de Arquitectura
El Estudio de Arquitectura para Sistemas de Exploración (en original Exploration Systems Architecture Study o ESAS) fue el estudio a nivel de sistema realizado por la NASA durante el verano de 2005 en respuesta al anuncio de George W. Bush del 14 de enero de 2004 de regresar a la Luna y llegar a Marte. Los resultados del estudio se presentaron en una conferencia de prensa celebrada el 19 de septiembre de 2005.

## Competición

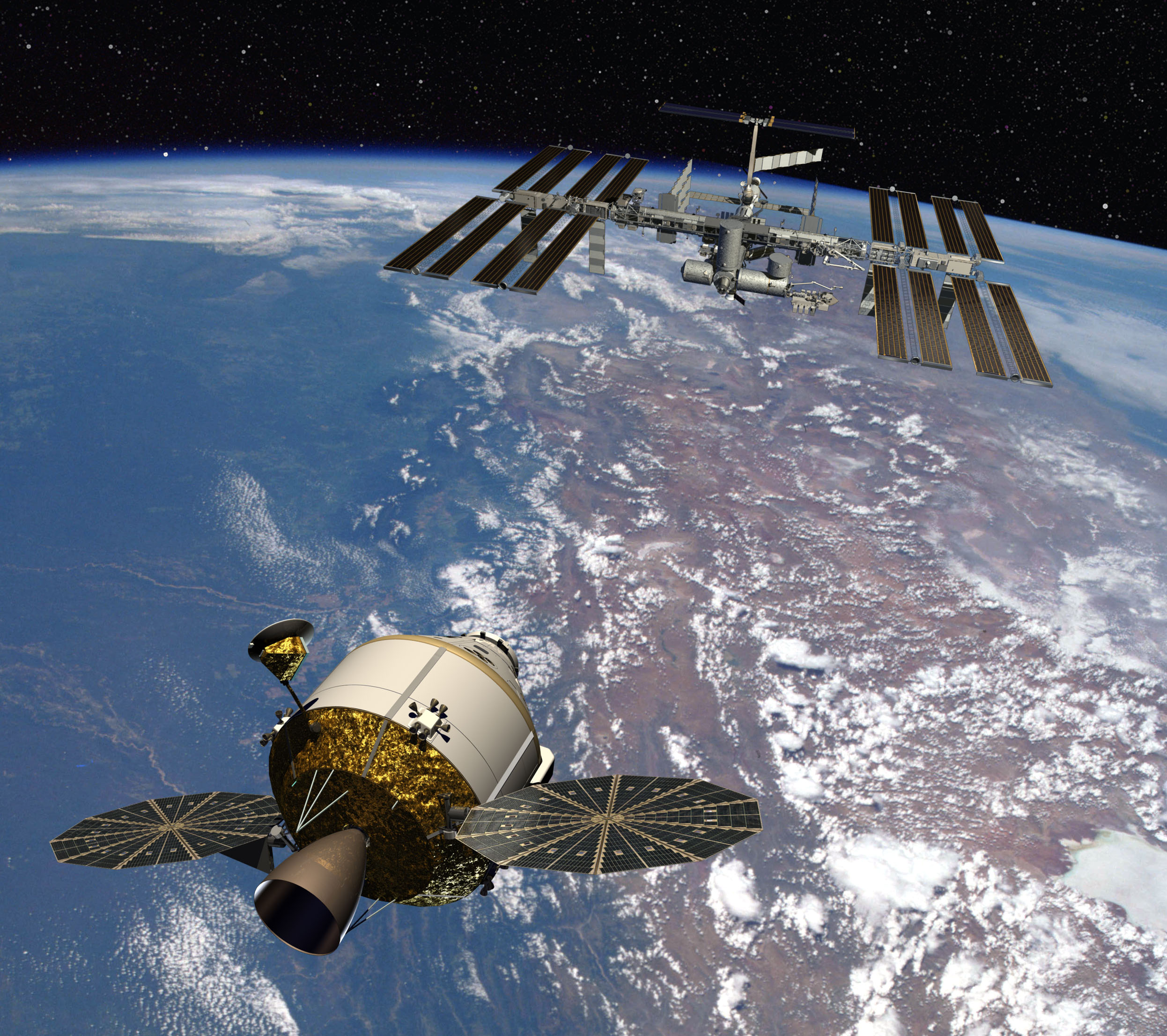
Cápsula Orión acercándose a la EEI.

El borrador de especificaciones de trabajo para el CEV fue publicada por la NASA el 9 de diciembre de 2004 y un mes más tarde, el 21 de enero de 2005, la NASA publicó un borrador para petición de propuestas. La petición de propuestas final fue publicada el 1 de marzo de ese año y los potenciales postores empezaron a responder el 2 de mayo de 2005.
La NASA había planeado realizar un vuelo suborbital o de órbita terrestre denominado Flight Application of Spacecraft Technologies (FAST) entre los diseños de dos equipos antes del 1 de septiembre de 2008. Sin embargo, para permitir una fecha anterior de comienzo de las operaciones del CEV, el administrador de la NASA, Michael D. Griffin, señaló que se seleccionaría un contratista para el CEV en 2006. Desde su punto de vista, esto ayudaría tanto a eliminar el intervalo de cuatro años entre la retirada del transbordador en 2010 y el primer vuelo tripulado del CEV en 2014 como para ahorrar más de 1000 millones de dólares en el desarrollo del CEV.
El 13 de junio de 2005 la NASA anunció la selección de dos consorcios, Lockheed Martin Corp y el equipo formado por Northrop Grumman y Boeing, para el desarrollo posterior del CEV. Cada equipo recibió un contrato de 28 millones de dólares para crear un diseño completo del CEV y su vehículo de lanzamiento hasta agosto de 2006, momento en el que la NASA seleccionaría un equipo. Los equipos también debían desarrollar un plan para que su diseño fuese parte de una expedición lunar. Los dos equipos estaban formados por:
- Northrop Grumman asociado con Boeing como subcontratista, Alenia Spazio, ARES Corporation, Draper Laboratory y United Space Alliance.
- Lockheed Martin asociado con EADS SPACE Transportation, United Space Alliance, Aerojet, Honeywell, Orbital Sciences, Hamilton Sundstrand y Wyle Laboratories.

Se anunció otro equipo, t/Space, un consorcio con grupos como Scaled Composites de Burt Rutan, SpaceX de Elon Musk y Red Whittaker del Instituto de Robótica de Carnegie Mellon. Algunas noticias de mediados de marzo de 2005, procedentes de una entrevista en New Scientist, mencionaron que t/Space se había retirado de la competición, pero no existe un anuncio por parte del grupo de su retirada. La NASA no hizo público qué grupos enviaron una propuesta, por lo que t/Space puede no haber enviado ninguna o que su propuesta no fuese seleccionada por la NASA.
Cada contratista principal de un equipo incluía subcontratistas para proporcionar a la expedición lunar equipamiento, soporte de vida, motores y sistemas de navegación. El vuelo suborbital planeado se podría ver como una competición entre equipos para construir el CEV o una demostración de tecnología que incorporaría la nave. Utilizando el Flight Application of Spacecraft Technologies, la NASA habría elegido el ganador que construiría el CEV tras una demostración. La USAF había utilizado anteriormente estas pruebas para seleccionar aviones militares, pero la NASA nunca había utilizado este método para otorgar contratos. Sin embargo, Griffin señaló que abandonaría este método, utilizando un sistema más tradicional para la selección del vehículo basándose en las propuestas de los contratistas.
El 31 de agosto de 2006, la NASA anunció que el contrato para el diseño y desarrollo de la Orión fue otorgado a Lockheed Martin. Según Bloomberg News, cinco analistas habían pronosticado que el ganador del contrato sería el equipo de Northrop. Marco Cáceres, un analista de la industria aeroespacial de Teal Group, había pronosticado que Lockheed perdería debido parcialmente al fracaso del proyecto X-33 de 912 millones de dólares; sin embargo, tras el anuncio, sugirió que el trabajo de Lockheed Martin en el X-33 le habría dado más experiencia en el desarrollo e investigación de materiales y propulsión, lo que le habría podido ayudar a recibir el contrato. De acuerdo a con Aerospace Daily & Defense Report, un documento de la NASA, la razón de otorgar el contrato a Lockheed fue su propuesta técnicamente superior, las estimaciones de coste menores y más realistas y un rendimiento excepcional en la Fase I del programa del CEV. Lockheed Martin planea fabricar la nave en fábricas de Texas, Luisiana y Florida.

## Propuestas

### Diseños originales

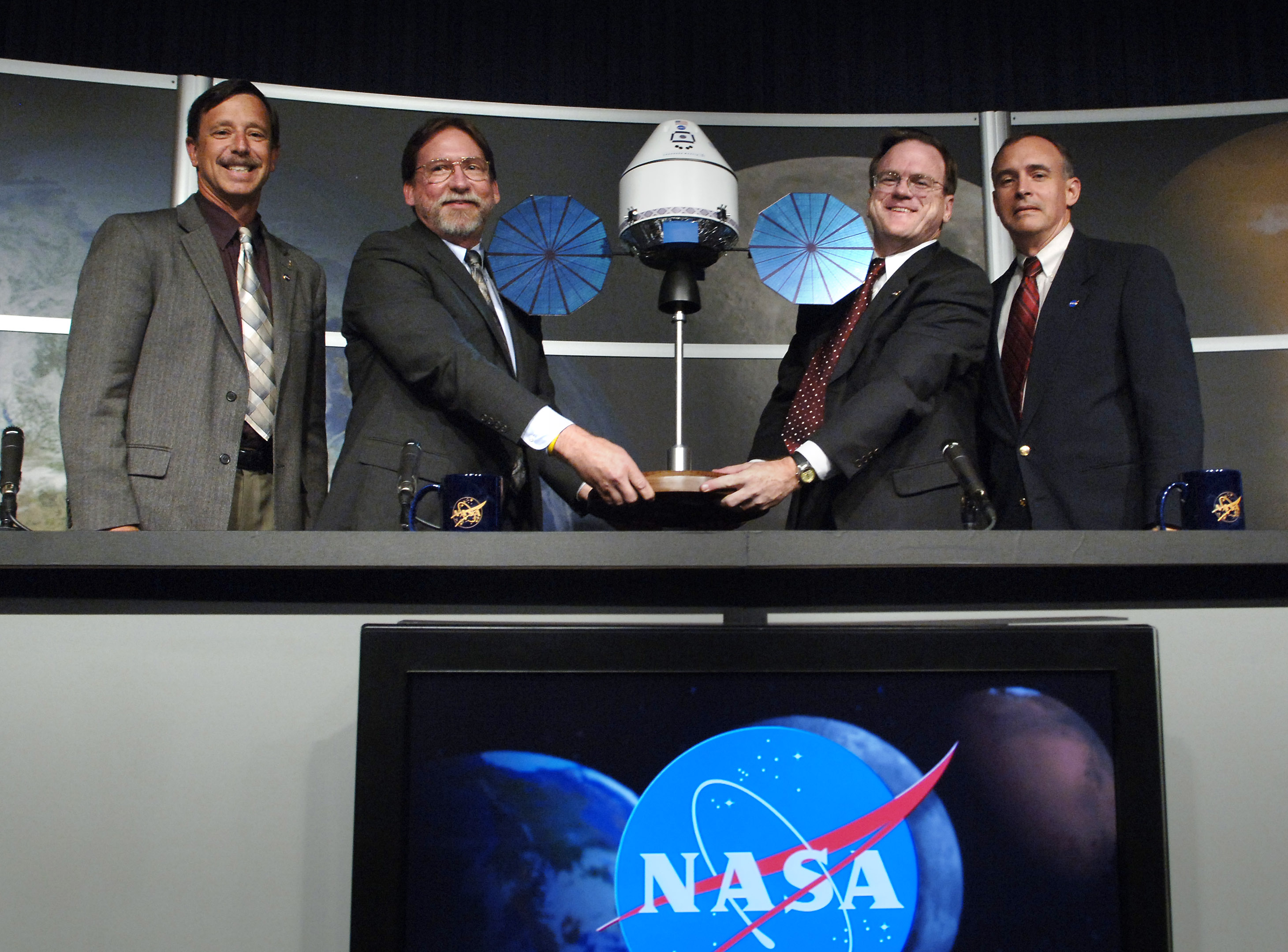
La NASA presenta el diseño del CEV.

La nave propuesta por Lockheed era un pequeño transbordador, suficientemente grande para llevar a seis astronautas y su equipo. Su diseño en forma de avión facilitaría su regreso a la Tierra a velocidades más altas que los vehículos en forma de cápsula según Lockheed. De acuerdo con Le Figaro y la publicación Aviation Week & Space Technology, EADS SPACE Transportation estaría a cargo del diseño y fabricación del "módulo de misión". El diseño de Lockheed Martin era bastante similar al Orbital Space Plane, aunque con algunos cambios, principalmente la presencia del módulo de misión.
El diseño del CEV de Lockheed Martin incluía varios módulos para órbita baja terrestre y versiones para un viaje tripulado a la Luna, además de un sistema de escape. El sistema de escape era similar al utilizado en las naves Mercury, Apollo, Soyuz y Shenzhou. Podría ser utilizado durante una emergencia en cualquier momento de la fase de ascensión de la misión. La tripulación se sentaría en el módulo de rescate (RM) durante el lanzamiento. De acuerdo con Aviation Week and Space Technology, el módulo de rescate tendría un escudo térmico externo. El módulo de rescate estaría compuesto de la parte superior del módulo de tripulación. El módulo de tripulación constaría de espacio para cuatro tripulantes. En caso de emergencia el módulo de rescate se separaría del módulo de tripulación. En el módulo de rescate habría espacio para seis tripulantes, sentados en dos filas y el módulo de tripulación tendría provisiones para cuatro astronautas durante 5-7 días. Se podría realizar salidas al espacio desde el módulo de tripulación, aterrizar en agua o tierra y ser utilizado de nuevo entre 5 y 10 veces.
El módulo de misión se acoplaría en la parte trasera del CEV para una misión lunar, y alojaría los suministros adicionales. También proporcionaría más capacidad de comunicación e incluiría un sistema de acoplamiento con el LSAM. En la parte inferior del CEV lunar estaría el módulo de propulsión para la inserción TEI que serviría para regresar a la Tierra desde la Luna. Las tres partes juntas, módulo de rescate/tripulación, módulo de misión y módulo de propulsión formaría la nave lunar de Lockheed. La idea inicial era lanzar las tres partes por separado. Además, se necesitaría módulos adicionales para llegar a la órbita lunar y aterrizar en el satélite.
A diferencia del diseño de Lockheed Martin, no hay apenas información pública sobre el diseño de Boeing/Northrop Grumman. Sin embargo, la mayor parte de los diseños de Boeing para el Orbital Space Plane se parecían a la cápsula Apollo. Ya que el modelo de Lockheed fue en cierto aspecto un derivado de su diseño para el OSP, es posible que el diseño de Boeing fuese del tipo de cápsula en vez de forma de avión.

### Modificaciones
La estrategia de Sean O'Keefe para el desarrollo del CEV constaba de dos etapas o Fases. La Fase I sería el diseño del CEV y una demostración por parte de los contratistas que se trataba de un vehículo seguro y asequible de desarrollar. La Fase I duraría desde los envíos de propuestas hasta el Flight Application of Spacecraft Technologies (FAST) con la selección de un contratista. La Fase II comenzaría tras finalizar el FAST y el diseño final y construcción del CEV.
Sin embargo, para Griffin esta previsión era demasiado lenta y el plan fue cambiado de tal que la NASA publicaría una Petición para Mejoras (CFI) tras la presentación del Estudio para la Exploración de Sistemas de Arquitectura para el envío de las propuestas de la Fase II de Lockheed Martin y Boeing. La NASA eligió el consorcio de Lockheed Martin como el ganador el 31 de agosto de 2006. Por tanto, las propuestas del CEV enviadas no son el diseño final de la nave Orión, que puede cambiar de acuerdo a la Petición para Mejoras y el Estudio para la Exploración de Sistemas de Arquitectura.

## Desarrollo futuro del CEV
Tras el reemplazo de Sean O'Keefe, el programa de la NASA y su estrategia cambió completamente. En julio de 2004, antes de ser nombrado administrador de la NASA, Michael Griffin participó en un estudio denominado Extendiendo la Presencia Humana en el Sistema Solar para La Sociedad Planetaria El estudio ofrecía una estrategia para llevar a cabo el programa Constelación de una forma asequible y alcanzable. De acuerdo con el resumen, el estudio está creado para "una aproximación por etapas para la exploración humana más allá de órbita baja terrestre." Recomienda que el programa Constelación se cumpla en tres fases distintas, denominadas "Etapas", que son:
- Etapa I: presentar el desarrollo de un nuevo vehículo de exploración (CEV), la finalización de la Estación Espacial Internacional (EEI) y la retirada temprana del transbordador espacial. La retirada del transbordador debería hacerse tan pronto como se complete la sección estadounidense de la EEI (en 6 o 7 vuelos) y una cierta cantidad de vuelos para completar los requisitos internacionales. El dinero ahorrado sería utilizado para acelerar el desarrollo del CEV para minimizar o eliminar cualquier interrupción en la capacidad de enviar y regresar a órbita terrestre baja.[33]
- Etapa II: requiere el desarrollo de recursos adicionales, incluyendo un CEV mejorado capaz de realizar misiones de larga duración en el espacio. Desarrollo del espacio vital, laboratorios, suministros y módulos de propulsión para permitir el viaje tripulado a la Luna, Marte, los Puntos de Lagrange y algunos asteroides cercanos a la Tierra.[33]
- Etapa III: se completa los módulos de aterrizaje, permitiendo que las misiones tripuladas a la superficie de la Luna y Marte comiencen alrededor de 2020.[33]

### Etapa I
En lugar de diseñar un CEV para un alunizaje lo más temprano posible, el informe recomienda el desarrollo del CEV en dos bloques. El CEV del bloque I sería apropiado para misiones de órbita baja únicamente y se desarrollaría tan rápidamente como fuese posible para evitar el intervalo entre la retirada del transbordador en 2010 y los vuelos del CEV en 2014. Llevaría entre cuatro y seis astronautas. El informe recomienda el desarrollo de un vehículo de lanzamiento derivado del transbordador (SDLV) para el CEV, basado en el SRB con una nueva etapa superior de combustible líquido. Esta propuesta permitiría el uso de las ventajas de diseños ya probados más la capacidad de utilizar la infraestructura del Programa del Transbordador para apoyar las operaciones del CEV.
De hecho, el Estudio para la Exploración de Sistemas de Arquitectura contiene una aprobación de esta opción: la construcción del SDLV basado en el motor de combustible sólido, además de las opciones para agilizar el desarrollo del CEV para realizar el vuelo tripulado más temprano. Por tanto, la idea del informe de La Sociedad Planetaria aclararía el futuro del desarrollo del CEV, ya que las recomendaciones para el inicio de la Etapa I se habría materializado.
Durante el resto de la Etapa I, el transbordador espacial sería retirado lo antes posible, tras completar la parte estadounidense de la Estación Espacial Internacional (EEI), una opción que parece que ha ganado apoyo dentro de la NASA y la administración Bush. El informe no hace mención a una misión tripulada de mantenimiento para el telescopio espacial Hubble, aunque Griffin ha dado órdenes a los encargados del Hubble en el Goddard Space Flight Center para que hagan preparaciones para tal misión. El informe sugiere que el uso de cohetes desechables, bien como los vehículos de lanzamientos Ariane y Protón, o un nuevo cohete finalicen la EEI tras la retirada del transbordador espacial. El CEV de bloque I también actuaría como Vehículo de Regreso de Tripulación (CRV) de la Estación Espacial. La Etapa I se llevaría a cabo hacia 2010.

### Etapa II

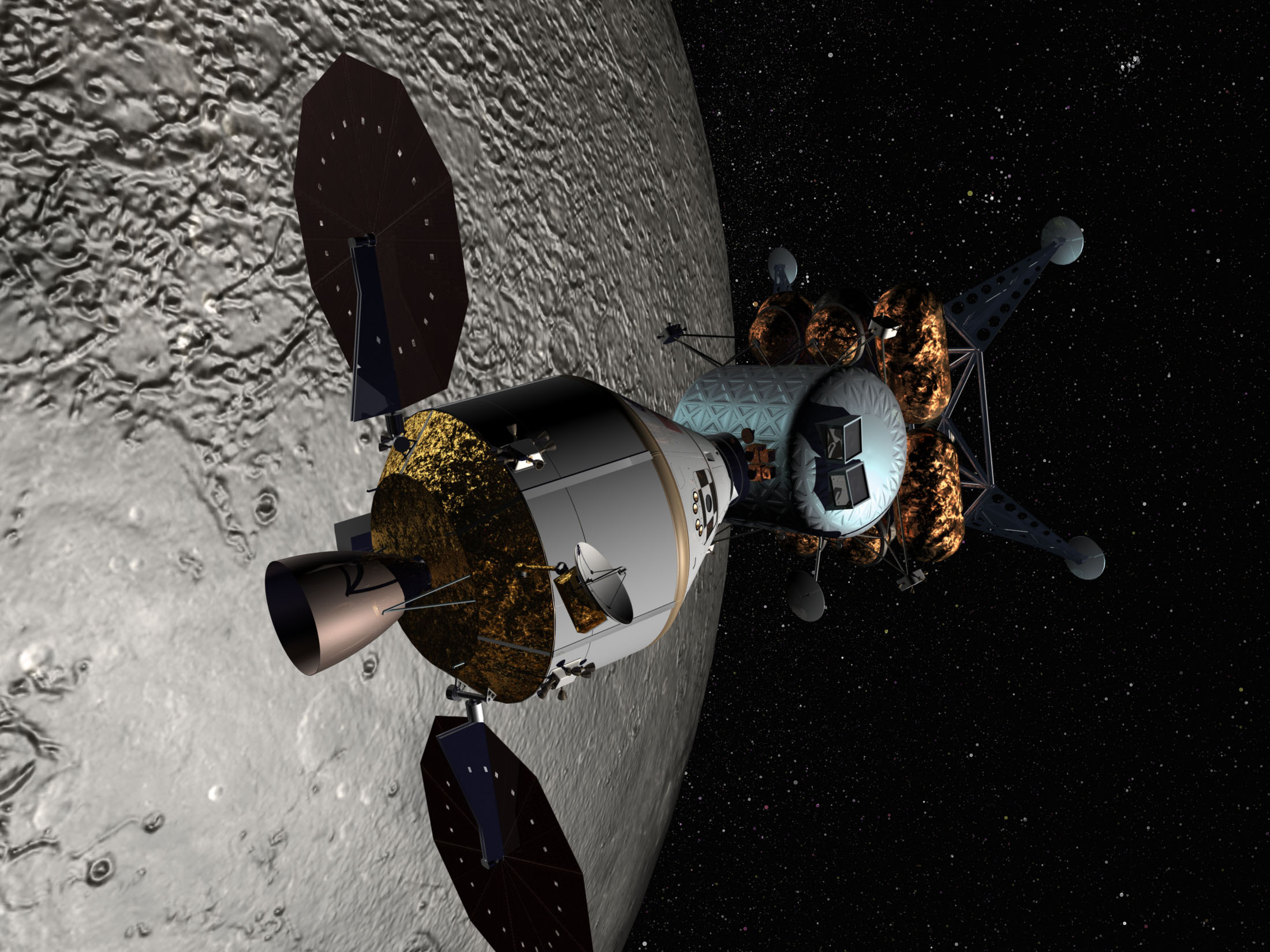
Orión con el vehículo LSAM.

Con la Etapa II se desarrollaría un nuevo CEV de bloque II, apto para viajes interplanetarios. El informe dice que el nuevo CEV debería mantener las mismas líneas de desarrollo que el CEV de bloque I, por lo que la selección del primer CEV sería extremadamente importante para la realización de la propuesta. El informe indica que el CEV de bloque II debería ser capaz de realizar misiones interplanetarias de al menos varios meses de duración. Se sugiere el desarrollo de otros módulos, especialmente de los módulos de habitabilidad, laboratorios, propulsión y suministros.
Los cuatro destinos propuestos para el CEV en su etapa II son:
- La Luna.
- El punto de Lagrange L2 entre Sol-Tierra, (SEL2).
- Un Objeto próximo la Tierra.
- La órbita de Marte o sus lunas.

La meta sería realizar estos vuelos a cada uno de los destinos pero sin disponer de un módulo de aterrizaje para la Luna y Marte. El uso del SEL2 es descrito como importante para demostrar la capacidad de servicio a futuros telescopios espaciales como el Telescopio Espacial James Webb y como etapa para vuelos interplanetarios. Finalmente, se sugiere una misión a la órbita marciana con posibilidad de aterrizar en una de sus lunas. Todos los viajes serían realizados por un CEV apoyado por varios módulos. La Etapa II comenzaría a partir de 2015. Sin embargo, de acuerdo con el Estudio para la Exploración de Sistemas de Arquitectura, el regreso a la Luna sería una prioridad principal para el programa Constelación y ocurriría sobre 2018.

### Etapa III
En la Etapa III, se desarrollarían los vehículos de aterrizaje tripulados para Marte y la Luna. Como el CEV de bloque II sería capaz de realizar tales viajes, los aterrizajes en la Luna y Marte serían simultáneos, con la experiencia conseguida de la exploración de los cuatro destinos propuestos en la Etapa II. Los aterrizajes comenzarían en 2020.

## Vuelos

### Listas de vuelos
| Misión                    | Insignia                                                                       | Lanzamiento                                                     | Vehículo de lanzamiento                              | Resultado | Duración                                | Observaciones |
| ------------------------- | ------------------------------------------------------------------------------ | --------------------------------------------------------------- | ---------------------------------------------------- | --------- | --------------------------------------- | --- |
| MLAS                      |                                                                                | - 8 de julio de 2009, 10:26 UTC - Wallops Flight Facility       | MLAS                                                 | Éxito     | 57 segundos                             | Vuelo de prueba del sistema Max Launch Abort (MLAS) |
| Ares I-X                  |                                                                                | - 28 de octubre de 2009, 15:30 UTC - Kennedy LC-39B             | Ares I-X                                             | Éxito     | ~6 minutos                              | Vuelo de prueba del cohete Ares |
| Pad Abort-1               | https://commons.wikimedia.org/wiki/File:Orion_Pad_Abort_1.png                  | - 6 de mayo de 2010 - White Sands LC-32E                        | Sistema de escape para el lanzamiento (LAS) de Orión | Éxito     | 95 segundos                             | Prueba de vuelo del sistema de aborto de lanzamiento Orión (LAS) |
| Exploration Flight Test-1 | https://commons.wikimedia.org/wiki/File:Exploration_Flight_Test-1_insignia.png | - 5 de diciembre de 2014, 12:05 UTC - CSLC-37 de Cabo Cañaveral | - Delta IV Heavy - (Delta 369)                       | Éxito     | 4 horas, 24 minutos                     | Prueba de vuelo orbital del escudo térmico, paracaídas, componentes de desecho y computadoras a bordo de Orion. Orion fue recuperado por el USS Anchorage y llevado a San Diego, California, para su regreso al Centro Espacial Kennedy en Florida. |
| Ascent Abort-2            | https://commons.wikimedia.org/wiki/File:Ascent_Abort-2.png                     | - 2 de julio de 2019, 11:00 UTC - Cabo Cañaveral SLC-46         | Orion Abort Test Booster                             | Éxito     | 3 minutos, 13 segundos                  | Prueba del sistema de escape para el lanzamiento (LAS) de la nave espacial Orión de la NASA |
| Artemis 1                 |                                                                                | - 16 de noviembre de 2022, 06:47:44 UTC - Kennedy LC-39B        | SLS Block 1                                          | Éxito     | 25 días 10 horas 55 minutos 50 segundos | Órbita lunar sin tripulación y regreso |

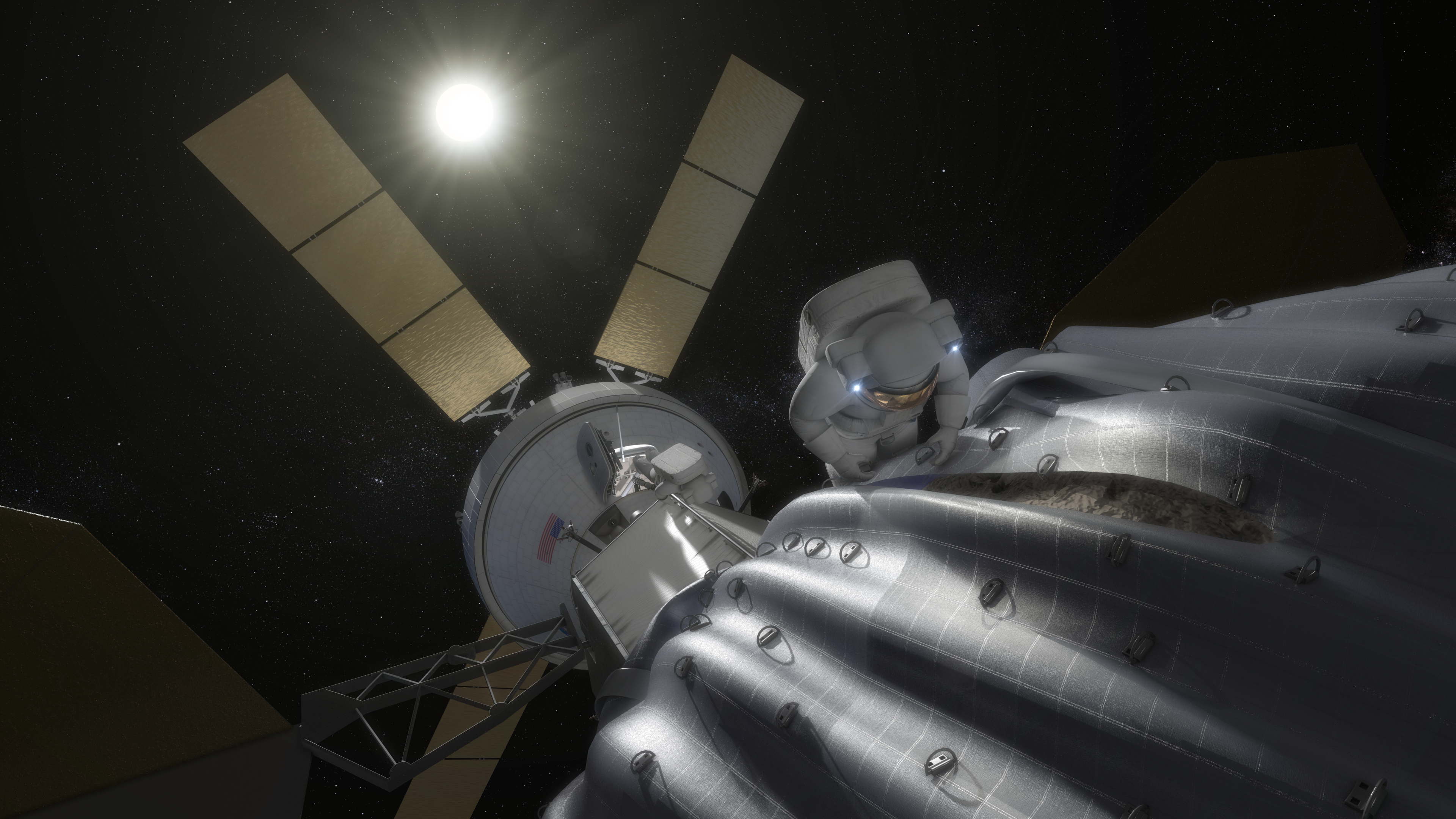
Concepto artístico de un astronauta en una EVA tomando muestras de un asteroide capturado, con Orión al fondo

### Próximas misiones
El primer vuelo tripulado, Artemis 2, será un sobrevuelo lunar. Se espera que los vuelos alcancen una cadencia anual a partir de Artemis 4 en adelante en 2028.
| Misión    | Insignia | Fecha de lanzamiento | Tripulación                                                                                | Vehículo de lanzamiento | Duración |
| --------- | -------- | -------------------- | ------------------------------------------------------------------------------------------ | ----------------------- | -------- |
| Artemis 2 |          | Setiembre de 2025    | - Reid Wiseman, NASA - Victor Glover, NASA - Christina Koch, NASA - Jeremy Hansen, CSA/ASC | SLS Block 1 Crew        | ~10 días |
| Artemis 3 |          | Setiembre de 2026    | TBA                                                                                        | SLS Block 1 Crew        | ~30 días |
| Artemis 4 |          | Setiembre de 2028    | TBA                                                                                        | SLS Block 1B Crew       | ~30 días |
| Artemis 5 |          | Setiembre de 2029    | TBA                                                                                        | SLS Block 1B Crew       | ~30 días |

## Presupuestos
La petición de presupuestos del Presidente Bush para el año fiscal de 2005 incluía 428 millones de dólares para el programa Constelación (6.600 millones para cinco años) para desarrollar un nuevo vehículo tripulado de exploración. El presupuesto de 2005 fue confirmado por el Congreso en noviembre de 2004 con un fondo completo para el CEV.
En la petición para el año fiscal de 2006 se incluye 753 millones de dólares para continuar el desarrollo del CEV. A 2005, se estimó que los costes totales del desarrollo será de 15.000 millones de dólares.
El contrato de Lockheed Martin para la parte inicial del "Programa A" del proyecto Orión, otorgado el 31 de agosto de 2006 y en marcha hasta 2013, es de 3.900 millones de dólares. Las opciones de desarrollo adicional de la parte "Programa B" podría ser hasta de 3500 millones más.
Aunque hasta la fecha los proyectos de exploración han recibido el apoyo completo y la aprobación de una Cámara, existe una posibilidad de que el aumento en los costes del Programa del Transbordador hagan que el patrocinio al desarrollo del CEV sea difícil. Hubo una discusión entre obtener un suplemento especial del Congreso para pagar los costes adicionales del transbordador o involucrar a la industria privada en el desarrollo y operaciones del CEV. El presupuesto total para el programa Constelación hasta 2025, con ajuste de inflación y sin incremento del presupuesto de la NASA, se ha estimado en 210.000 millones de dólares; el Estudio para la Exploración de Sistemas de Arquitectura estima el coste en 7000 millones más, con un total de 217 millardos.

## Nomenclatura
En junio de 2006, la NASA asignó dos nombre nocionales, Altair y Artemis para el módulo de tripulación y servicio y el LSAM respectivamente. Sin embargo, el 20 de julio de 2006, se informó que la NASA había protegido como marca comercial el nombre de Orión para ambos nombres de la nave CEV como un todo y como nombre para su proyecto de regreso a la Luna. El 22 de agosto de 2006, el astronauta Jeffrey Williams confirmó por descuido el nombre. En octubre de 2006, la NASA confirmó que el nombre oficial de la nave LSAM sería "Artemis".

### Nomenclatura del programa Orión
- Orion, módulo de tripulación y servicio.
- Artemis, Lunar Surface Access Module (LSAM).
- Ares I, vehículo de lanzamiento medio.
- Ares IV, vehículo de lanzamiento medio-pesado.
- Ares V, vehículo de lanzamiento pesado.

## Reemplazo del proyecto por el Vehículo de Traslado Multi Propósito (MPCV)
La agencia espacial de la NASA dio a conocer la nave que reemplazará a los transbordadores: el Vehículo de Traslado Multi Propósito -o MPCV (Multi-Purpose Crew Vehicle), por su sigla en inglés-, que fue presentado en la sede de la NASA por el administrador de la agencia, Charles Bolden. La nave, de 21 toneladas, representa una vuelta a los orígenes de la agencia y su exitoso proyecto Apollo, aunque en una versión mejorada.

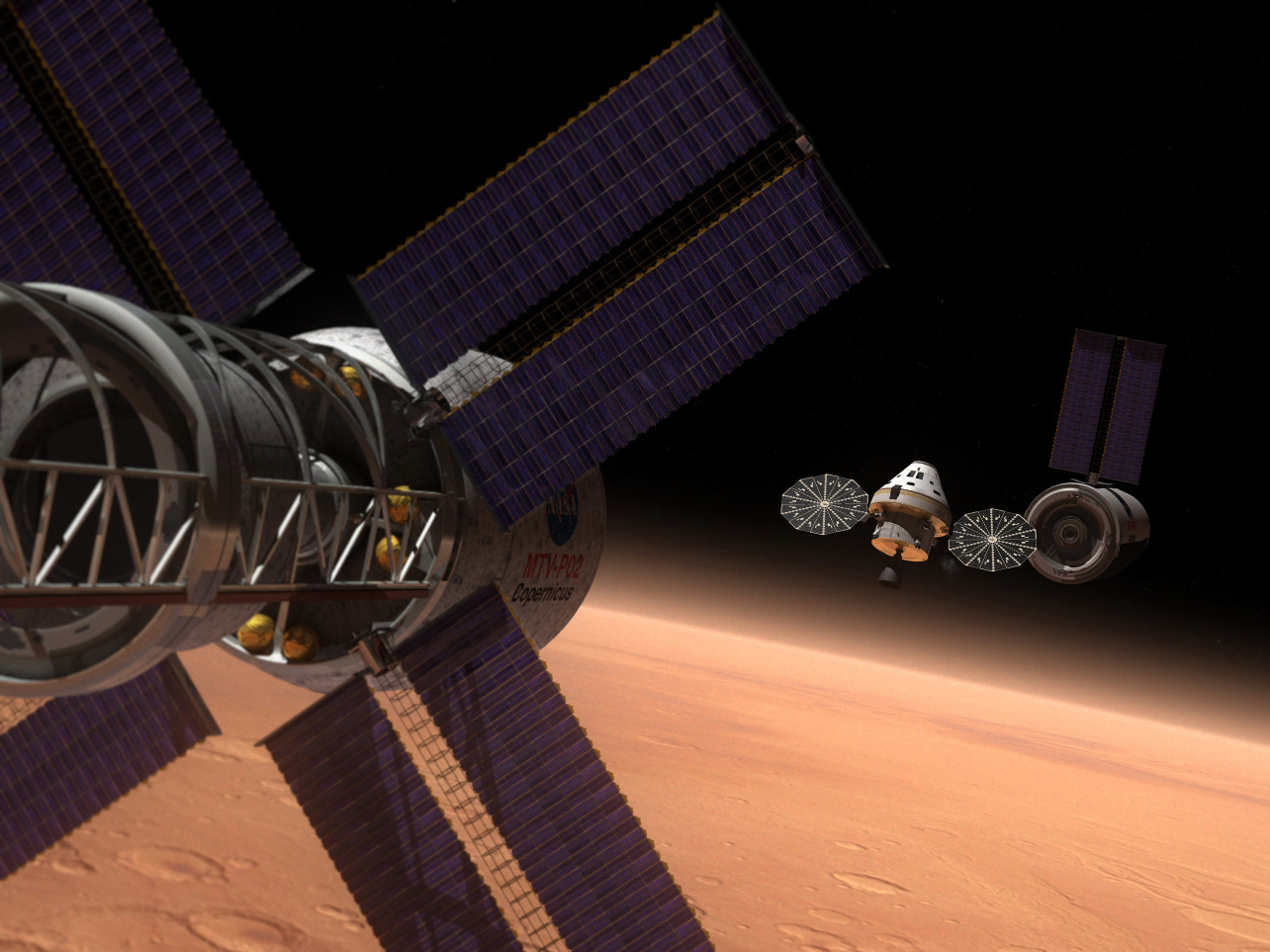
Ilustración que muestra al Vehículo de Traslado Multi Propósito (Tomando el rediseño de la nave Orión) en un futuro no muy lejano proyectada para el envío de astronautas a Marte. Se espera que su primer vuelo sea en 2016.

En esencia, el MPCV es una réplica del proyecto Orión, la cápsula diseñada durante la administración de George W. Bush para realizar viajes a la Luna y, posiblemente, a Marte. De hecho, la compañía que la está construyendo -Lockheed Martin- es la misma que estuvo a cargo de la creación de Orión. La diferencia está en que el Vehículo de Traslado Multi Propósito está pensado para realizar viajes cortos, de no más de tres semanas -similar a un transbordador-, mientras Orión podía resistir uno de hasta 210 días.
La razón se debe en gran parte a la reducción del presupuesto: de los 2 mil millones de dólares que se había pedido para la creación del módulo, solo se entregó la mitad. La nave tendrá una capacidad para llevar cuatro pasajeros en lugar de seis, como estaba originalmente estipulado (y la mitad de los ocho que soportan los actuales transbordadores).
De partida, la seguridad, considerando que dos de los cinco transbordadores tuvieron accidentes que costaron vidas de astronautas. La NASA dice que el MPCV es 10 veces más seguro que las actuales naves, gracias a la implementación de dos sistemas: el primero va por sobre la cápsula y se llama "Launch Abort System", que permite en cuestión de milisegundos tomar el control de la nave y desviarla en caso de una emergencia en el lanzamiento, disipando, además, el calor y los efectos de la atmósfera. El segundo es el "Service Module", que contiene agua, oxígeno, alimento y cargas científicas que acompaña al vehículo antes de volver a entrar a la Tierra. La cápsula también está capacitada para llegar más allá de la órbita baja de la Tierra, el límite que tenía el transbordador espacial, permitiendo la instalación de objetos en el espacio profundo. Técnicamente, podría llegar a la Luna, aunque por ahora su poca autonomía se lo impide.

### Cuestión de precio
Pero quizás el factor más relevante en su desarrollo es el ahorro que generará. Se estima que cada lanzamiento de transbordadores tiene un costo de unos 450 millones de dólares, sin considerar eventuales reparaciones. Los lanzamientos con cohete son mucho más económicos. De hecho, la agencia estadounidense recurrirá a los cohetes rusos de aquí al 2015 para enviar a sus astronautas, cuyo precio de vuelo varía entre los 50 y 60 millones de dólares por asiento. El vehículo junto a los cohetes privados serán los pilares de la agencia hasta el 2016, cuando un nuevo cohete (encargado de lanzar la nave al espacio) y el MPCV estén listos para volver al espacio, recordando los viejos viajes de la misión Apolo y llegando a la Tierra en el océano, y no en una pista de aterrizaje.

## Nota
1. ↑  NASA has ordered two additional CMs from Lockheed Martin,[1] though as of the 2019 ESA Ministerial Council, only one additional ESM has been ordered by ESA from Airbus Defence and Space.[2]